# Воробйов Владислав Валентинович
Владисла́в Валенти́нович Воробйо́в — старшина Збройних сил України, учасник російсько-української війни.

## З життєпису
Народився 14 листопада 1973 року в Києві; закінчив середню школу. Проживав в Біла Церква. В 1990-х роках проходив строкову військову службу, потім — військову службу за контрактом у лавах Збройних силах України. В складі Миротворчих сил ООН брав участь у забезпеченні порядку і миру — у колишній Югославії. Події цієї війни наклали відбиток на здоров'ї Владислава, інвалідність 2-ї групи. Здійснював підприємницьку діяльність; організував бригаду, що займалася проектуванням та будівництвом фасадів.
Призваний за мобілізацією 19 березня 2014 року. Старшина, головний сержант роти, 72-а окрема механізована бригада. З 7 травня брав участь в антитерористичній операції.
14 липня 2014-го року терористи з РСЗВ «Град» обстріляли позиції військових під Амвросіївкою, старшина Воробйов загинув. Тоді ж полягли Бойчун Юрій Олександрович, Братко Олег Анатолійович та Павлуша Сергій Валерійович.
Похований на Лісовому кладовищі в Києві.
Без Владислава лишились батьки, дружина і троє дітей.

## Нагороди та вщанування
- 14 листопада 2014 року за особисту мужність і героїзм, виявлені у захисті державного суверенітету та територіальної цілісності України, вірність військовій присязі під час російсько-української війни, відзначений — нагороджений орденом «За мужність III ступеня» (посмертно).
- Почесний громадянин міста Біла Церква (14 жовтня 2014; посмертно)
- 11 травня 2016 року у білоцерківському шкільному музеї історії Другої світової війни спеціалізованої школи № 9 (вулиця Водопійна, 22) відкрито меморіальний стенд Владиславу Воробйову.